# شهرستان سامرست (مریلند)
شهرستان سامرست، مریلند (به انگلیسی: Somerset County, Maryland) یک سکونتگاه مسکونی در ایالات متحده آمریکا است که در مریلند واقع شده‌است.